# Abbaye de Bordesley
L'abbaye de Bordesley est une ancienne abbaye cistercienne située à proximité de Redditch, dans le district de Redditch (en) (Worcestershire), en Angleterre. Comme la plupart des abbayes britanniques, elle a été fermée par Henri VIII durant la campagne de dissolution des monastères.

## Historique

### Fondation
L'abbaye est fondée le 22 novembre 1138 par Galéran IV de Meulan, comte de Worcester, avec douze moines, issus de l'abbaye de Garendon, qui arrivent dans le Worcestershire et y fonde une abbaye-fille. La vallée qu'il leur donne était alors particulièrement inhospitalière et les moines durent drainer et dériver la rivière Arrow (en).
Les premiers bâtiments sont faits de bois, mais ils sont assez rapidement remplacés par des structures en pierre.
L'abbaye prospère assez rapidement, au point de fonder trois abbayes filles : Merevale en 1148, Flaxley en 1151 et Stoneleigh en 1155. Elle compte également jusqu'à vingt granges dans les Warwickshire et Worcestershire. La région est dense en monastères, surtout bénédictins. En 1151, l'abbaye qui avait entretenu des rapports étroits avec Galeran est reprise par le duc et devient une abbaye royale.

### Abbés de Bordesley
- William, attesté vers 1160
- Hamo, attesté vers 1170
- William, qui abandonne sa charge en  1188
- Richard, de 1188 à 1199
- William de Stanley, élu en 1199, et mort en 1204
- William de Pershore, attesté en 1205
- Philip, attesté en 1217, mort 1223
- Philip, attesté en 1244
- John, attesté vers 1273
- Henry, attesté en 1275
- Thomas Orlecote, élue en 1277
- William de Heyford, élu en 1293
- John de Edveston, élu 1309
- William de Berkhampstead, attesté en 1317 et 1319
- John de Acton, élu en 1361
- John Braderugge, élu en 1383
- Richard, attesté en 1384
- John, attesté en 1415
- Richard Feckenham, attesté en 1433
- John Wykin, attesté en 1445
- William Halford, élu en 1452
- William Bidford, attesté en 1460
- Richard, attesté en 1511
- John Day, attesté vers1519, démis en juillet 1538[5]

### Dissolution du monastère
En 1538, comme de nombreuses autres abbayes anglaises, à la suite de la rupture entre Henri VIII et l'Église catholique, l'abbaye de Bordesley est fermée et détruite lors de la campagne de dissolution des monastères. Les ruines restent en l'état jusqu'en 1864, date à laquelle JM Woodward effectue des fouilles, qui sont reprises de manière systématique à partir de 1969.